# Liacarus olivaceus
Liacarus olivaceus är en kvalsterart som först beskrevs av Grube 1859.  Liacarus olivaceus ingår i släktet Liacarus och familjen Liacaridae. Inga underarter finns listade i Catalogue of Life.